# Natur & Ungdom
Landsforeningen Natur & Ungdom er en uafhængig børne- og ungdomsforening der blev stiftet i 1959 som "Danmarks Feltbiologiske Ungdom". Foreningen er medlem af Dansk Ungdoms Fællesråd
Foreningen har lokalafdelinger over hele Danmark, og sekretariatet har til huse på Klostermølle ved bredden af Mossø.
Natur & Ungdoms formål er "at fremme børn og unges interesse og forståelse for natur og miljø samt at lægge grunden til en varig glæde ved og respekt for naturen. Foreningen ønsker på denne måde at medvirke til en økologisk bæredygtig udvikling i samspillet mellem mennesker, natur og kultur".
Foreningen har pr. 1.1.2020 ca. 1.800 medlemmer.

## Landsformænd
- Jonas Jensen (2020)
- Katrine Søbye (2020)
- Morten Helms Brask (2019)
- Peter Laurents (2018)
- Søren Fink (2017)
- Thomas J. J. Johansen (2015-2016)
- Lars W. Christoffersen (oktober 2011-2014 )
- Helle Koldkjær (2010-2011)
- Bjarke Kronborg (2009-2010)
- Kathe Moesgaard Sørensen (2007-2009)
- Signe Johannessen (2005 – 2007)
- Søren Nørgaard Meinert (2001-2005)
- Karen Vesterager (1999 – 2001)
- Nanna Jordt Jørgensen (1999)
- Nikolaj Svejstruop (1997-1999)
- Michael Cortsen (1996-1997)
- Jeanette Lund (1994-1996)
- Søren Fink (1992-1994)
- Flemming Bauer (1988-1992)
- Søren Peter Sørensen (1987-1988)
- Martin Stoltze (1986-1987)
- Jane Lund Henriksen (1983-1986)
- Jesper Dybvad Olesen (1982-1983)
- Jane Lund Henriksen (1981-1982)
- Allan Jensen (1978-1981)
- Anders Mosbech (1977-1978)
- Birgith Sloth (1975-1977)
- Jan Eriksen (1974-1975)
- Steen Asbirk (1972-1974)
- Lillian Rasmussen (1971-1972)
- Claus Helweg Ovesen (1970-1971)
- Poul Holm Joensen (1962-1970)
- Kåre Smidt (1961-1962)
- Thyge W. Böcker (1960-1961)

## Lokalafdelinger
Natur & ungdom har organiseret sig i en række landsdækkende naturklubber, familienaturklubber, og undgdomsafdelinger. I naturklubberne mødes medlemmerne for at lave forskellige naturaktiviteter. Fælles for klubberne er et fokus på naturoplevelser, viden om naturen og sammenhold. Foreningen har pr. 1.1.2020 26 aktive naturklubber.

## Ildfugleuddannelsen
Siden 2004 har Natur & Ungdom udbudt en mini-naturvejlederuddannelse kaldet Ildfugleuddannelsen. Selve uddannelsen er inspireret af og bevæger sig over mange af de samme emner og elementer, som Skovskolens naturvejlederuddannelse arbejder med. Ildfugleuddannelsen er dog mere specifik og tilpasset til naturformidling for målgruppen børn og unge.

## Generation K
Generation K er et projekt inden for rammerne af Natur & Ungdom. Det er et netværk af unge klima-interesserede unge fra forskellige interesseorganisationer. Generation K er unge, der vil styrke hinandens viden om klimaforandringer, klimapolitik, klimaretfærdighed. Netværket fokuserer på politisk debat om principperne for en klimaaftale, livskvalitetsforbedring og retfærdighed. K står for klima. Alle kan være med i Generation K, som er et apolitisk netværk.
Generation K deltager i FN's klimatopmøder som en ungdomsdelegation med observatørstatus. Mellem topmøderne tager Generation K rundt i landet og holder oplæg omkring klimaforandringer fra et ungdomsperspektiv og om de dilemmaer som politikere sidder med og som gøre debatten meget kompliceret. På internationalt plan samarbejder Generation K med lignende netværk fra hele verden og har i samarbejdet med nogle af de nationer, der bliver hårdest ramt, arbejdet for at alles overlevelse skal være et grundliggende princip i en ny klimaaftale.

## Find Foråret
Hvert år danner Find Foråret ramme om en offentlig undersøgelse, der viser, hvornår de første forårstegn kommer frem. Find Foråret er en fænologisk undersøgelse, som har eksisteret siden 1984. Fænologi betyder 'læren om forårets komme'.
Undersøgelsen foretages af frivillige naturinteresserede borgere, som registrerer deres observation af arternes komme. Siden 2008 har registreringen foregået online på OBSnaturs hjemmeside Arkiveret 4. januar 2019 hos  Wayback Machine, hvor alle observationerne gemmes i en database med mulighed for at sammenligne hver arts komme med tidligere år. Projektet OBSnatur sluttede officielt i 2011 Arkiveret 14. februar 2016 hos  Wayback Machine.